# 徐東明
徐 東明（ソ・ドンミョン、Seo Dong-Myung、朝鮮語: 서동명　1974年5月4日 - ）は、韓国の元サッカー選手。元韓国代表。ポジションはゴールキーパー。

## 経歴
1995年に韓国代表デビュー。出場機会は無かったが1998 FIFAワールドカップのメンバーにも選ばれた。韓国代表で22試合に出場した。

## 代表歴

### 出場大会
- 韓国代表
  - 1998 FIFAワールドカップ (グループリーグ敗退)

### 試合数
- 国際Aマッチ 22試合 0得点（1997年-1998年）[1]

| 韓国代表 | 国際Aマッチ | 国際Aマッチ |
| 年       | 出場        | 得点        |
| -------- | ----------- | ----------- |
| 1995     | 3           | 0           |
| 1996     | 0           | 0           |
| 1997     | 9           | 0           |
| 1998     | 10          | 0           |
| 通算     | 22          | 0           |